# Судовий процес над гренадерським полком у Києві 1917
Судовий процес над гренадерським полком у Києві 1917р. — судовий процес, що розпочався 17(04) вересня у Київському окружному суді над 78 солдатами гвардії Гренадерського полку 2-ї піхотної гвардійської дивізії 1-го гвардійського корпусу 11-ї армії Південно-Західного фронту та головою полкового комітету поручиком більшовиком Г.Дзевалтовським. Підсудні звинувачувались у тому, що виступили призвідниками відмови полку виконувати наказ командування. 29(16) червня під час огляду військ військовим і морським міністром О.Керенським, який прибув на фронт, гвардії Гренадерський полк відмовився його слухати. До нього приєднався і гвардії Павловський полк. Г.Дзевалтовський від імені комітету полку передав міністрові резолюцію 8500 солдатів цих двох полків, в якій засуджувався наступ на фронті як злочинний, висловлювалася недовіра Тимчасовому урядові й вимога встановлення влади рад. О.Керенському пропонувалося скласти повноваження військового міністра. 7 липня(24 червня) комісар 11-ї армії І.Кирієнко пред'явив полку ультиматум про виконання вимог Тимчасового уряду і видачу призвідників, що й було зроблено. Були заарештовані члени полкового комітету, його голова Г.Дзевалтовський та солдати полку — всього 78 осіб.
Судовий процес проходив при відчинених дверях. Із усіх звинувачених останнім словом скористався лише Г.Дзевалтовський, промова якого тривала кілька годин. Процес широко висвітлювався в київській пресі. Київська більшовицька організація використала його матеріали в агітаційній роботі серед солдатів київського гарнізону та робітників міста. Всі підсудні відмовилися визнати себе винними. 16(03) жовтня 1917, у день остаточного винесення вироку, біля будинку окружного суду, що охоронявся посиленим нарядом військ, зібралися сотні робітників і солдатів. Присяжні засідателі визнали невинність підсудних, яких тут же було звільнено з-під арешту. Військові власті оскаржили вирок, але Жовтневий переворот у Петрограді 1917 поставив крапку на цій справі.